# 1976年モントリオールオリンピックのイラン選手団
1976年モントリオールオリンピックのイラン選手団（1976ねんモントリオールオリンピックのイランせんしゅだん）は、1976年7月17日から8月1日にかけてカナダのモントリオールで開催された1976年モントリオールオリンピックのイラン選手団、およびその競技結果。

## 概要
今大会は銀メダル1個、銅メダル1個の合計2個のメダルを獲得した。

## メダル
| メダル | 選手名                   | 競技                 | 種目                     |
| ------ | ------------------------ | -------------------- | ------------------------ |
| 銀     | マンスール・バルゼガル   | レスリング           | 男子フリースタイル74kg級 |
| 銅     | モハンマド・ナスィーリー | ウエイトリフティング | 男子52kg級               |